# Margareta E. Nordenvall
Astrid Margareta Jacqueline Eckersten Nordenvall, född 22 januari 1954 i Saltsjöbadens församling i Stockholms län, är en svensk läkare och politiker (moderat), som var riksdagsledamot 1994–1997 för Stockholms läns valkrets.
I riksdagen var hon suppleant i socialförsäkringsutskottet och utbildningsutskottet.